# Ayios Nikolaos Station
Ayios Nikolaos Station (anche chiamata Agios Nikolaos; in greco Άγιος Νικόλαος?, lett. "San Nicola") è una stazione del British Army e parte del Territorio britannico di Dhekelia a Cipro. È un ex villaggio (Ayios Nikolaos, SBA) connesso tramite una strada all'area principale del Presidio di Dhekelia. La Joint Service Signal Unit (Cipro) (JSSU(Cyp)), già 9th Signal Regiment e 33ª Signals Unit della Royal Air Force, ha la sua base presso Ayios Nikolaos. Questa unità è una stazione di raccolta di spionaggio di segnali elettromagnetici controllate dalle forze armate britanniche.

## Storia
La stazione fu fondata ad Ayios Nikolaos poco tempo dopo la seconda guerra mondiale. Nel 1946, la 2 Wireless Company e la 2 Special Wireless Group si fusero nella 2 Wireless Regiment RSigs. Nel 1959, il 2 Wireless Regiment divenne il 9 Signal Regiment. La JSSU (Cyp) fu create il 1º aprile 1999 come risultato dell'amalgama della Joint Service Signal Unit (Ayios Nikolaos) e di alcuni elementi della 33 Signals Unit Raf. Si tratta di un'organizzazione a tre squadroni, comandata da un tenente colonnello del Regio Corpo dei Segnali, con un certo numero di appaltatori civili e della Royal Air Force. Ayios Nikolaos o Agios Nikolaos è un nome di località molto comune in Grecia e a Cipro; è l'equivalente greco di "San Nicola".
Per le intercettazioni satellitari, la stazione di Ayios Nikolaos possiede diverse antenne disco di varie dimensioni. Tra il 2008 e il 2011, è stata installata anche un'antenna a riflettore toroidale parabolico, che è in grado di ricevere segnali appartenenti a 35 satelliti diversi contemporaneamente.
Documenti declassificati mostrano che la stazione era comandata dal Quartier generale del governo per le comunicazioni (GCHQ), e i documenti rilasciati da Edward Snowden suggeriscono che recentemente metà del costo di mantenimento della stazione proviene dalla National Security Agency degli Stati Uniti. È diventata il sito GCHQ più grande fuori dal Regno Unito.